# Alec Koçoğlu
Alec Koçoğlu (* 1. Dezember 1994 in Malibu, Kalifornien, Vereinigte Staaten) ist ein US-amerikanisch-türkischer Eishockeyspieler, der seit 2013 beim İzmir Büyükşehir Belediyesi SK in der Türkischen Superliga unter Vertrag steht. Sein Bruder Andy ist ebenfalls türkischer Nationalspieler.

## Karriere
Alec Koçoğlu, der als Sohn türkisch-armenischer Eltern im kalifornischen Malibu geboren wurde, begann seine Karriere als Eishockeyspieler bei Juniorenmannschaften im Westen der Vereinigten Staaten. 2011 verließ er sein Geburtsland und wechselte in die Türkische Superliga, wo er zunächst bei Başkent Yıldızları SK unter Vertrag stand. Mit dem Klub aus Ankara wurde er 2012 und 2013 türkischer Landesmeister. Trotz dieser Erfolge wechselte er 2013 aus der Hauptstadt an die Ägäisküste zum İzmir Büyükşehir Belediyesi SK, wo er seither spielt.

### International
In der türkischen Nationalmannschaft wurde Koçoğlu erstmals bei der Weltmeisterschaft 2014 in der Division II eingesetzt. Doch obwohl er seine Farben im ersten Turnierspiel gegen Neuseeland zweimal in Führung brachte, musste die Mannschaft eine 3:6-Niederlage hinnehmen und am Ende des Turniers, trotz eines abschließenden 6:4-Erfolges gegen China, den Gang in die Division III hinnehmen. Dort stand er dann im Folgejahr auf dem Eis und wurde als Topscorer und bester Stürmer ausgezeichnet. Dabei war er gemeinsam mit seinen Landsleuten Serdar Semiz und Serkan Gümüş sowie dem Georgier Witali Dumbadse zweitbester Torschütze hinter dem Nordkoreaner Hong Chun-rim und hinter seinem Landsmann Emrah Özmen auch zweitbester Vorbereiter. Trotzdem gelang der direkte Wiederaufstieg in die Division II nicht, da das entscheidende Spiel gegen Nordkorea mit 3:4 nach Verlängerung verloren ging. Im Folgejahr gelang dann mit fünf Segen in fünf Spielen der Wiederaufstieg in die Division II.

## Erfolge und Auszeichnungen
- 2012 Türkischer Meister mit dem Başkent Yıldızları SK
- 2013 Türkischer Meister mit dem Başkent Yıldızları SK
- 2015 Bester Stürmer und Topscorer bei der Weltmeisterschaft der Division III
- 2016 Aufstieg in die Division II, Gruppe B, bei der Weltmeisterschaft der Division III